# South Masson Range
Die South Masson Range ist der südliche der drei Teilgebirgszüge der Masson Range im ostantarktischen Mac-Robertson-Land. In den Framnes Mountains ragt er bis zu 1070 m hoch auf und erstreckt sich über eine Länge von 3 km in einem nordost-südwestlichen Bogen.
Entdeckt wurde die Masson Range bei der British Australian and New Zealand Antarctic Research Expedition (BANZARE, 1929–1931) unter der Leitung des australischen Polarforschers Douglas Mawson. Die hier beschriebene Formation kartierten norwegische Kartografen anhand von Luftaufnahmen, die bei der Lars-Christensen-Expedition 1936/37 entstanden. Die norwegische Benennung als Sørkammen (norwegisch für Südkamm) wandelte 1960 das Antarctic Names Committee of Australia (ANCA) aus Gründen der besseren Ortsbeschreibung in die heutige Form ab.